# Fuktkälla
Med en fuktkälla avses en ansamling av vatten som har en transportväg till ett område som önskas hållas torrt. Fuktkällor kan vara vanliga i småhus eller andra byggnader. Det finns forskning och kunskap som kan påvisa vilka byggnadssätt och metoder som är lämpliga att vidta vid renovering eller vid nybyggnad för att undvika att byggnaden får ett livslångt problem.
Regn, rinnande ytvatten eller jordfukt kan nå krypgrunden eller betongplattan som därefter kan nå husets syll eller bjälklag genom kapillär transport upp från grunden. För att hindra detta görs grunden ibland i vattentät betong. I en krypgrund läggs en plastfolie tillsammans med isolering på insidan av grundbotten och grundmuren, detsamma gäller för platta på mark hus. Med källare och suterräng där grundmuren i olika stor omfattning ligger under makens yta sätts en dränerande isolering på grundmurens utsida. 
Yttertak görs alltid vattentäta samt att fasaden utformas i material som är vattenavvisande eller i ett material som släpper ut fukten igen, vanligen tegel eller puts samt trä med flera.
All luft innehåller fukt. Ju varmare luften är, desto mer fukt kan den innehålla. När den fuktiga luften kommer in i ett kallare utrymme kondenserar den till vattendroppar. Det är det som händer med ventilationsluften om utrymmet som ventileras är kallare än ventilationsluften, vilket kan vara möjligt på kallvindar eller varm fuktig luft som tränger i en krypgrund på sommaren, luften kondenserar. Vindsvåningen har utstrålningen mot den kalla rymden och i tunga konstruktioner som stenhus på grund av dess värmetröghet.
Byggfukt i till exempel en nybyggd villa kan innehålla stora mängder fukt som är bundet i material eller tillsatt i olika processer. Den fria vattenmängden kan vara mellan 1000 och 3000 liter; för en källare tillkommer ytterligare 2000-3000 liter vatten eller mer. Byggfukten finns kvar i byggnaden under ett år eller mer, den reduceras efterhand genom uppvärmning och ventilation.

## Förhindra skador
Marken är en fuktkälla eftersom den alltid innehåller mycket vatten. Inverkan från markfukt försöker man minimera genom att hindra transportvägen: 
- dräneringen skall hålla grundvattnet minst några decimeter under husets lägsta del av grundläggning;
- kapillärbrytande skikt läggs från dräneringen upp till grundbotten så att vatten inte sugs upp från dräneringen
- en ångspärr, oftast tillsammans med en värmeisolering läggs ovanpå grundbotten varpå plattan  gjuts. Ångspärren, till exempel en plastfolie, hindrar ångan medan värmeisoleringen gör att ångtrycket på den varma sidan hindrar fukttransporten.
- Man kan begränsa eller stänga ventilation av fuktig luft för att kondensera inomhus.
- Att tak och takanslutningar är bra utförda och i bra skick förhindar fukt från att tränga in i en byggnad.
- Att rördragningar är korrekt utförda och täta även att kallvattenrör är isolerade för att inte varm luft ska kondensera på dessa. Även all annan VVS utrustning bör vara skyddade mot frost för att inte frysa sönder.